# Грифид ап Лливелин
Гри́фид ап Лливе́лин (валл. Gruffydd ap Llywelyn) (ок. 1000—5 августа 1063) — правитель Поуиса из младшей ветви дома Матравала, объединивший под своей властью большую часть территории современного Уэльса.

## Биография

### Происхождение
Грифид был старшим (из двух) сыном Лливелина ап Сейсилла. Его отцу удалось захватить власть в Гвинеде и Поуисе, сместив представителей правящих династий (соответственно дома Аберфрау и старшей ветви дома Матравала). После смерти Лливелина в 1023 году власть в Гвинеде захватил представитель дома Аберфрау Иаго ап Идвал ап Мейриг.

### Король Гвинеда и Поуиса (1039—1055)
В 1039 году Иаго ап Идвал был убит собственными подданными, а его сын Кинан ап Иаго бежал в Дублин. Грифид к этому времени уже был правителем Поуиса, и теперь смог захватить и трон Гвинеда. Вскоре после этого произошло сражение под Рид-и-Гройс возле Уэлшпула, где армия Грифида застала врасплох войска Мерсии и убила англосаксонского военачальника Эдвина, брата эрла Мерсии Леофрика. Затем Грифид напал на королевство Дехейбарт, где правил Хивел ап Эдвин, и в 1041 году нанёс войскам Дехейбарта поражение при Пенкадере, захватив в плен жену Хивела. Вероятно, к 1043 году Грифид уже изгнал Хивела из королевства, так как в известно, что в 1044 году Хивел привёл к устью реки Тауи датский флот в попытке вернуть свои земли.
Согласно Хронике Принцев, в 1043 году(по Гвентианской хронике в 1050 году) произошло сражение Грифида против Риса, брата Грифида Гвентского.
В 1047 году Грифид Гвентский сумел изгнать Грифида ап Лливелина из Дехейбарта и сам захватил там трон, после того как воины Истрад-Тиви напали на телохранителей Грифида ап Лливелина и убили 140 из них. Грифиду ап Ридерху удавалось несколько лет сдерживать атаки Грифида ап Лливелина. Тот, в свою очередь, также воевал на восточных границах: в 1052 году ему удалось нанести поражение смешанному нормандско-англосаксонскому войску возле Леоминстера.
Флоренс Вустерский записывает, что «Рис, брат Грифида, правителя Южного Уэльса» был убит «из-за грабежа, которые он часто совершал», и его голова была принесена королю в Глостер 4 января 1053 года. Симеон Даремский сообщает, что «брат Гриффида, правителя южно-валлийского … Рис» был убит «в Булендуме», а его голова прислана королю в Глостер «накануне прозрения нашего Господа» в 1053 году. Однако гвентианская хроника записывает, что «Рис сын Лливелина ап Сейсила, брат князя Грифидда», и что он «отправился в Гламорган и Гвент … и люди страны напали на него и погнали его к границам Мерсии, где они поймали и обезглавили его, и отправил голову Эдварду, королю саксов, в Глостер» в 1056 году.

### Правитель Уэльса (1055—1063)

Карта владений Грифида ап Лливелина в Уэльсе

В 1055 году Грифид ап Лливелин нанёс поражение Грифиду ап Ридерху и вернул себе Дехейбарт. Он заключил союз с Эльфгаром, эрлом Мерсии и сыном Леофрика, который был изгнан из своего королевства Гарольдом Годвинсоном. Они выступили к Херефорду и столкнулись с армией, которую возглавлял эрл Херефорда Ральф Боязливый. Несмотря на то что армия Ральфа была вооружена на норманский манер, 24 октября союзникам удалось её разбить, а затем сжечь город и уничтожить тамошний замок. Гарольду было поручено провести контратаку, но ему не удалось проникнуть вглубь вражеской территории. Вскоре Эльфгару вернули его владения и был заключён мирный договор.
Примерно в это время Грифиду удалось также захватить Морганнуг, Гвент и обширные территории на границе с Англией. В 1056 году он вновь одержал победу над англичанами в битве при Гласбери. В этом же году, согласно Гвентианской Хронике, брат Грифида, Рис, «отправился в Гламорган и Гвент … и люди страны напали на него и отвезли его к границам Мерсии, где они поймали и обезглавили его, и послали голову к королю Эдуарду в Глостер». Согласно Хроникам Принцев Уэльса, в 1057 году старший сын Грифида, Оуайн, умер. В 1058 Грифид, совместно с норвежским флотом Магнуса Харальдссона, старшего сына короля Норвегии Харальда Сурового, разорил Англию. В результате он стал сувереном всего Уэльса, что было признано также и англичанами.

### Смерть
Грифид достиг соглашения с Эдуардом Исповедником, но смерть его союзника Эльфгара в 1062 году сделала его более уязвимым. В конце того же года Гарольд Годвинсон получил разрешение короля на внезапное нападение на двор Грифида в Рудлане. Грифид чуть не попал в плен, но сумел бежать на одном из своих кораблей (хотя большая часть флота была уничтожена). Весной 1063 года брат Гарольда Тостиг вошёл с войсками в северный Уэльс, а сам Гарольд отправил флот на юг страны, а затем двинулся навстречу своему брату на север. Грифид был вынужден скрыться в Сноудонии, но 5 августа (согласно «Хронике принцев») он был убит собственным людьми. В «Анналах Ульстера» под 1064 годом сообщается о том, что его убил Кинан ап Иаго, сын Иаго ап Идвала, называя при этом Грифида «королём бриттов». Вероятно, Грифид нажил себе много врагов в процессе объединения Уэльса. Уолтер Мап передаёт такие слова, приписываемые самому Грифиду:
Не говорите об убийстве: я лишь притупляю рога детей Уэльса, чтобы они не повредили своей матери
Голова Грифида и резной нос его корабля были отосланы Гарольду.
После смерти Грифида Гарольд женился на его вдове Эдите, хотя через три года она снова овдовела. Владения Грифида были разделены на традиционные королевства. Бледин ап Кинвин и его брат Риваллон достигли соглашения с Гарольдом и получили власть в Гвинеде и Поуисе, так что после битвы при Гастингсе, когда нормандцы достигли границ Уэльса, им пришлось иметь дело с несколькими королевствами. У Грифида было два сына, которые в 1070 году в битве при Мехайне попытались вернуть трон, но Бледин и Риваллон нанесли им поражение.

### Семья
От жены Хивела четверо детей:
- Оуайн (умер в 1057 году)[8]
- дочь, замужем за Эльфгаром
- Маредид (умер в 1070 году)
- Идвал (Ител) (умер в 1070 году)

Грифид вторично женился на Эдита Мерсийская, дочери Эльфгара, и у них родилось трое детей:
- Неста верх Грифид, замужем за Осберном Фитц-Ричардом
- Уриен (умер в 1074 году)
- Грифид (умер в 1118 году)

| Предшественник: Иаго ап Идвал    | Король Гвинеда 1039—1063    | Наследник: Бледин ап Кинвин         |
| Предшественник: Иаго ап Идвал    | Король Поуиса 1039—1063     | Наследник: Бледин ап Кинвин         |
| Предшественник: Мейриг ап Хивел  | Король Гвента 1055—1063     | Наследник: Кадуган ап Мейриг        |
| Предшественник: Грифид ап Ридерх | Король Гливисинга 1055—1063 | Наследник: Кадуган ап Мейриг        |
| Предшественник: Грифид ап Ридерх | Король Дехейбарта 1055—1063 | Преемник: Маредид ап Оуайн ап Эдвин |